# St. Jakobus der Ältere (Modlos)

Die Kirche in Modlos

Inneres der Kirche

Die römisch-katholische Filialkirche St. Jakobus der Ältere ist die Dorfkirche von Modlos, einem Ortsteil von Oberleichtersbach im unterfränkischen Landkreis Bad Kissingen. Sie liegt zentral im Ort und prägt das Ortsbild. Modlos ist ein Teil der Pfarreiengemeinschaft Oberleichtersbach−Schondra.

## Geschichte
Modlos gehört seit jeher zur Pfarrei Oberleichtersbach, das zugleich die Urpfarrei des Raumes Bad Brückenau ist. Die Bewohner von Modlos mussten den Gottesdienst in Oberleichtersbach besuchen. Nachdem sich bereits im Jahr 1910 ein Kirchenbauverein gegründet hatte, wurde schließlich im Jahr 1950 nach Plänen des Architekten Sebastian Pfister aus Bad Brückenau mit dem Kirchenbau begonnen. Am 20. Oktober 1952 wurde die Kirche eingeweiht.

## Beschreibung
Die Kirche ist nach Norden ausgerichtet. Das Langhaus  mit Satteldach besitzt vier Fensterachsen. Die Fenster sind rundbogig. Über der südlichen Wand des Langhauses erhebt sich ein Dachreiter. Der Chor hat ein drei Treppenstufen höheres Bodenniveau und ist polygonal mit kleinen Rundfenstern. Vom Langhaus trennt ihn ein runder Chorbogen.

## Ausstattung
An der Chorwand befindet sich ein Kruzifix, das der Bildhauer Franz Martin aus Würzburg im Jahr 1957 anfertigte. Links davon ist eine Figur das Kirchenpatrons Jakobus der Ältere mit Wanderstab und Tasche angebracht. Sie ist eine barocke Kopie, die um das Jahr 1974 in der Oberpfalz erworben wurde. Ursprünglich war sie am rechten Seitenaltar zu sehen, an dem jetzt eine Muttergottes mit Kind angebracht ist. Die Figur des linken Seitenaltars ist der heilige Wendelin. Die Orgel wurde im Jahr 1962 durch die Firma Norbert Krieger aus Retzbach auf der Empore aufgestellt. Sie hat 13 Register, zwei Manuale und Pedal. Im Dachreiter hängen drei Glocken mit den Tönen d’’, e’’ und g’’. Sie erklingen im Gloria-Motiv.